# The Very Best of 1990–1997
The Very Best of 1990–1997 är ett samlingsalbum från 1997 av Dr. Alban.

## Låtlista
1. Hello Afrika
2. Stop the Pollution (Album Version)
3. U & Mi (Album Version)
4. No Coke
5. One Love (Radio Version)
6. Sing Hallelujah
7. It's My Life
8. Look Who's Talking (Long)
9. Let the Beat Go On (Short)
10. Away from Home (Short)
11. This Time I'm Free (Credibility Mix)
12. Hallelujah Day
13. Born in Africa
14. It's My Life (Sash Remix)
15. Sing Hallalujah! (DJ Stevie Steve's Pizzi Edit)
16. Hello Africa ('97 Remix)
17. No Coke (Klanghouse Remix)